# Alvarezsaurier
Alvarezsaurider (Alvarezsauridae) var en familj av dinosaurier som liknade dagens fåglar. På just den punkten har vissa forskare varit osäkra på om det egentligen rörde sig om dinosaurier, eller om det var en sorts flyglösa fåglar. Men de räknas nu till coelurosaurier, infraordningen som innehöll många rovdinosaurier som var lika fåglar. Alvarezsaurierna var små dinosaurier, med taniga huvuden och korta men muskulösa framben med 1 finger på varje hand. Forskare tror att armarna kunde användas till att gräva fram småkryp, som man tror var Alvarezsauridernas huvudföda. Alvarezsauriernas era sträcker sig över slutet av dinosauriernas tidsepok, yngre krita, och de förekom i Sydamerika och Asien. 

## Släkten
Alvarezsauridae
- †Achillesaurus
- †Albertonykus
- †Alvarezsaurus
- †Heptasteornis
- †Patagonykus
- †Rapator? (Även kallad "Walgettosuchus")
- †underfamilj Mononykinae
  - †Mononykus
  - †Parvicursor
  - †Shuvuuia